# Colonizzazione scozzese delle Americhe

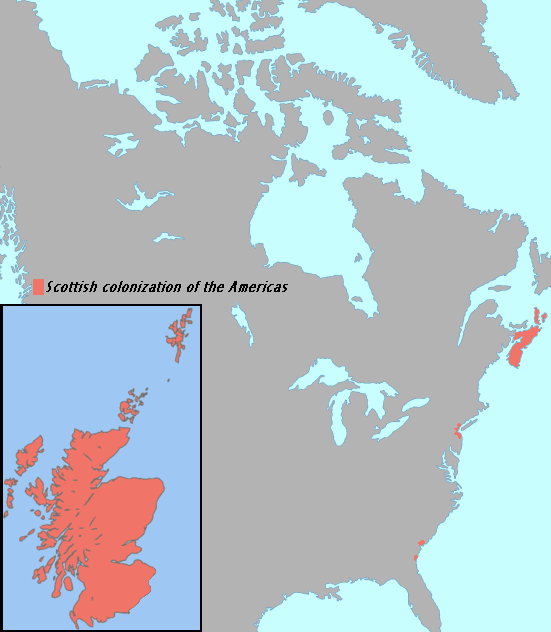
La Scozia e le sue colonie in Nord America

Con la frase Colonizzazione scozzese delle Americhe si intendono una serie di tentativi effettuati da parte del Regno di Scozia di stabilire colonie e città nel continente americano; tali tentativi fallirono a causa delle mire espansionistiche della storica rivale Inghilterra (ma anche della Spagna), che costrinse gli scozzesi ad abbandonare pian piano i loro insediamenti americani; tale politica culminò successivamente con l'annessione all'Inghilterra della Scozia stessa, nel 1707 con l'Atto di Unione (o, più precisamente, la creazione della Gran Bretagna come nuova entità statale derivante dall'unione degli stati delle Isole Britanniche).

## L'esplorazione del Canada
Alcune leggende scozzesi narrano di un nobiluomo, tale Henry Sinclair (o Saint-Claire), conte delle Isole Orcadi, che esplorò ripetutamente le coste di Terranova nel XIV secolo; tuttavia, il primo vero insediamento di coloni scozzesi storicamente accertato in Nord America avvenne nel 1629, ad opera del conte William Alexander, autorizzato dall'allora sovrano scozzese Giacomo VI Stuart (nel frattempo divenuto per eredità anche Giacomo I d'Inghilterra), che guidò un centinaio di coloni nell'insediamento rinominato Nuova Scozia.
Tale colonia, inizialmente florida, divenne ben presto mira dell'imperialismo sia francese che inglese; i coloni scozzesi abbandonarono definitivamente l'insediamento nel 1632; tuttavia, un certo numero di coloni decise di rimanervi, nonostante il trasferimento della colonia alla Francia prima ed al Regno Unito poi; tale decisione influirà sulla futura (ed attuale) composizione etnica di tale regione, ove è tuttora parlato un dialetto gaelico, appunto il gaelico della Nuova Scozia.

## Il New Jersey Orientale
Un altro tentativo di fondazione di un territorio d'oltremare fu tentato da Carlo II, che costruì il villaggio di Perth Amboy; la colonia venne tuttavia unita al New Jersey Occidentale, sotto il controllo inglese, nel 1697.

## La fallita colonizzazione di Panama

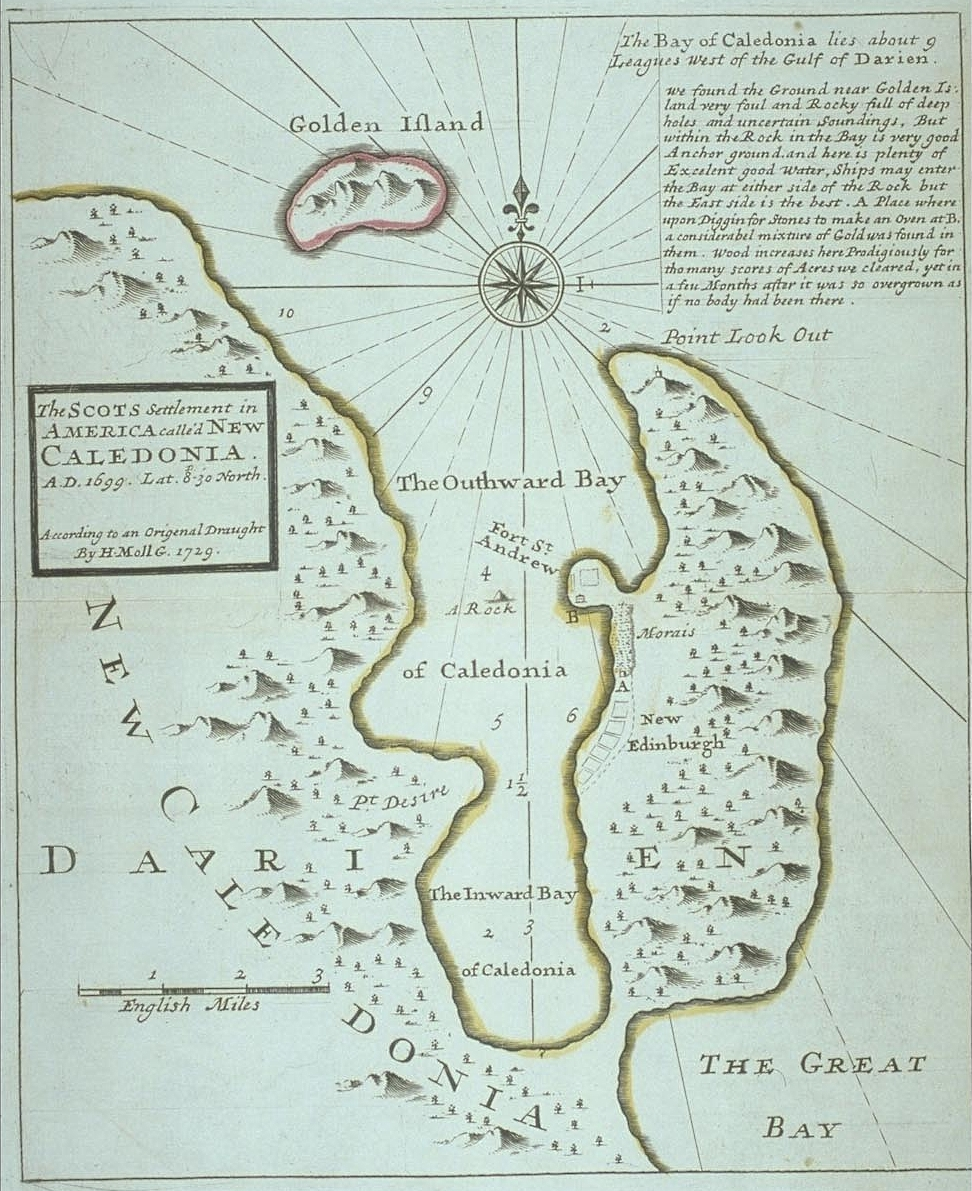
La Baia di Nuova Caledonia, nella parte ovest del Golfo di Darién, dove la Scozia tentò senza successo di impiantare coloni gaelici.

Bandiera della Compagnia scozzese delle Indie e dell'Africa, società che fu incaricata della creazione e dello sviluppo di tale colonia (1698).

Tale progetto, noto anche come Darien Scheme o Darien Disaster, fu probabilmente il progetto di colonizzazione più ambizioso intrapreso dal regno di Scozia; tale regione era strategicamente importante non solo per via della relativa vicinanza in questa regione tra i due oceani, ma anche perché avrebbe tagliato in due i possedimenti spagnoli tra Nord (Vicereame della Nuova Spagna) e Sud (Vicereame del Perù e Vicereame del Río de la Plata) del continente, costringendoli in tal modo a pagare grandi dazi per il transito sia terrestre che navale in quelle terre ed acque.
La prima spedizione di cinque navi (Saint Andrew, Caledonia, Unicorn, Dolphin, ed Endeavour) salpò da Leith il 14 luglio 1698, con quasi 1200 persone a bordo, e l'ordine di procedere verso il Golfo di Darién, raggiungere l'isola chiamata Isola d'Oro... procedere per poche leghe sottovento verso la foce del grande Fiume di Darien... e quindi stabilire una colonia sulla terraferma. Passando da Madera e dalle Indie occidentali, la flotta toccò terra lungo la costa di Darién il 2 novembre. I colonizzatori battezzarono la loro nuova patria Nuova Caledonia.
I nuovi abitanti scavarono un canale attraverso il lembo di terra che divideva una parte del porto della Baia di Caledonia dall'oceano, e sulla penisola retrostante il canale edificarono Fort St. Andrew, equipaggiandolo con cinquanta cannoni. Su una montagna, dalla parte opposta del porto, venne innalzata una postazione di vedetta. Nelle vicinanze del forte furono costruite le abitazioni dell'insediamento principale, New Edinburgh, e fu bonificato il terreno per piantare patate dolci e mais. Per la maggior parte dei colonizzatori giunti a Darién, la spedizione si sarebbe rivelata un clamoroso e tragico errore di sottovalutazione.
L'agricoltura si dimostrò infatti di difficile realizzazione e le locali tribù indiane si dimostrarono restie ad accettare pettini e ninnoli offerti come merce di scambio dai coloni, assumendo un atteggiamento piuttosto ostile. All'inizio dell'estate successiva l'afa soffocante, assieme ad altri fattori, provocò un elevato numero di decessi nella colonia. La mortalità arrivò a colpire fino a 10 persone al giorno, nonostante le cure e l'assistenza dei nativi. Nel frattempo Re Guglielmo dispose che le colonie inglesi in America non rifornissero gli insediamenti scozzesi: la scarsità di provviste, in combinazione con un clima sconosciuto, torrido ed umido, presto favorì la diffusione della febbre e la morte di molti coloni. Nel luglio del 1699 la colonia venne abbandonata. Solo 300 persone sopravvissero e rimasero nella colonia, e solo una nave riuscì a fare ritorno in Scozia con pochissime persone. Ad un'altra nave che raggiunse in condizioni disperate la città di Port Royal, in Giamaica, fu rifiutata qualsiasi forma di assistenza, su ordine del governo inglese.
L'eco della prima disastrosa spedizione non raggiunse la Scozia in tempo per evitare una seconda partenza che coinvolse oltre 2000 persone. La seconda spedizione arrivò a destinazione il 30 novembre 1699, giorno di Sant'Andrea e festa nazionale scozzese. Alla fine sopravvissero solo poche centinaia di colonizzatori, rispetto ai 2500 partiti dalla Scozia. Il tentativo fu quindi totalmente fallimentare: i pochi coloni rimasti non solo morirono a causa del clima tropicale totalmente ostile a persone abituate alle rigide stagioni scozzesi, ma anche a causa delle malattie, degli attacchi degli indios ed infine a causa del lento assedio che i Conquistadores fecero alla colonia, consapevoli degli enormi svantaggi economici che avrebbe subito la Spagna nel caso tale colonizzazione fosse andata a buon fine.
I pochi superstiti abbandonarono definitivamente l'insediamento nel 1700, anno in cui il territorio entrò nei possedimenti della Corona Spagnola. Tale fallimento fu determinante per il futuro della Scozia come stato: se avesse avuto successo nel tentativo, sarebbe probabilmente diventata una potenza marittima al pari dell'Inghilterra, dei regni Iberici o della Francia; col fallimento del tentativo, ciò non si verificò e per il paese iniziò un periodo di declino (causato anche dalle ingenti ed enormi spese sostenute per la realizzazione della colonia) culminato con l'annessione definitiva all'Inghilterra nel 1707.